# ابوبکر ترائوره
ابوبکر ترائوره (انگلیسی: Aboubacar Traoré؛ زادهٔ ۱۰ دسامبر ۱۹۹۲) بازیکن فوتبال اهل بورکینافاسو است.
وی همچنین در تیم ملی فوتبال بورکینافاسو بازی کرده است.